# Bucaspor
Cet article concerne le club de football masculin. Pour le club de football féminin, voir Bucaspor (féminines).
Maillots
Dernière mise à jour : 31 décembre 2010.
Le Bucaspor est un club turc omnisports, basé à Izmir, créé en 1928, comprenant notamment une section football. Leurs couleurs sont le bleu et le jaune. Le Bucaspor a fondé la première académie de football, en Turquie. Il n'a rien tombé dans la ligue jusqu'à 2010 dans tout l'histoire de club[Quoi ?]. L'académie de Bucaspor a formé plusieurs grands footballeurs, dont Salih Uçan (joueur de Roma actuellement) .

## Histoire

### Entre 1928 et 1984
Après la fondation de Karşiyaka en 1912, d'Altay en 1914, d'Altınordu en 1923 et de Göztepe en 1925 cinq jeune sportif de la ville de Buca Süleyman Atakan, Bekir Eromat, Niyazi Gökgönül, Hasan Yalçınkaya et Niyazi Aktaş décident de fonder le cinquième club d'Izmir en 1928.
Les couleurs du club à cette époque comme aujourd'hui sont jaune et bleu. La couleur rouge a été ajoutée aux couleurs du club sous la présidence de Yusuf Muhafız mais retirée plus tard par l'assemblée générale du club.
Depuis 56 ans, entre 1928 et 1984, le club exerce aussi en dehors du football, la lutte, le tennis de table et l'athlétisme.
Bucaspor est le seul club d'Izmir à ne pas avoir joué en Türkcell Süperlig jusqu'à cette saison.

### Bucaspor en professionnel (1984-....)
Avec la création en 1984 de TFF 3.Lig par la Fédération de Turquie de football, Bucaspor est accepté comme beaucoup d'autres clubs de l'Anatolie dans les ligues professionnels. Donc Bucaspor devient officiellement professionnel dans le football. Les premières années sont les années d'adaptations pour le club. Les années précédentes Bucaspor gagne de l'expérience et la montée TFF 2. Lig après avoir battu Edremitspor 1 à 0 le 6 mai 1990. Avec cette victoire toute la ville descend dans les rues pour célébrer la montée en division supérieure.
Après avoir agrandi son stade, Bucaspor fait un très bon début pour sa première saison 1990-1991 en TFF 2. Lig en gagnant cinq matchs d’affilée contre Altınordu, Izmirspor, Antalyaspor, Sökespor et Göztepe. Malheureusement pour l’équipe, la suite ne se passe pas comme prévu, après une saison instable Bucaspor finit à la onzième place du championnat.
Bucaspor se rapproche deux fois pour une montée en Turkcell Süper Lig. Il est éliminé une fois en quart de finale contre Adanaspor en perdant 3 à 2 pendant la saison 1994-1995 et une fois éliminé pendant la saison 1996-1997 en perdant contre Şekerspor 4 à 1.
Pendant la saison 2003-2004 où le premier du championnat bénéficiant d’une montée directe en Turkcell Süper Lig, Bucaspor finit deuxième du championnat derrière Fatih Karagümrük avec 59 points.
Pendant la saison 2005-2006 avec le but d’Emre Eren à la 72e minute contre Marmarispor, Bucaspor garantit de jouer les qualifications de phases de groupe pour la montée en Turkcell Süper Lig. Mais en terminant dernier ce groupe, Bucaspor a encore mis fin à ses espoirs pour un succès.
Après deux saisons sans succès, Bucaspor commence la saison 2008-2009 avec des bons nouveaux joueurs. Bucaspor finit le groupe de classement avec 45 points et prend sa place pour le groupe de promotion. Avec 11 victoires, 4 nuls et 3 défaites, Bucaspor finit le groupe de promotion avec 37 points et devient champion du groupe. Pendant cette saison, Bucaspor marque 8 buts contre Altınordu et 6 buts contre Belediye Vanspor. Bucaspor devient le club ayant les meilleures statistiques de toutes les ligues professionnelles.
Pour sa première saison en Bank Asya 1.Lig, Bucaspor termine deuxième et entre en Turkcell Süper Lig pour la saison 2010-2011. À la fin de la saison, finissant 16e du championnat, elle retrouvera la Bank Asya 1.Lig un an après l'avoir quittée. En 2015, Bucaspor a tombé dans la Ptt 1.lig, à la ligue deuxième de Spor Toto.

## Palmarès
- Championnat de Turquie D2
  - Vice-champion : 2010

- Championnat de Turquie D3
  - Champion : 2009

- Championnat de Turquie D4
  - Champion : 1990

## Parcours
- Championnat de Turquie :  2010-2011
- Championnat de Turquie D2 : 2009-2010, 2011-
- Championnat de Turquie D3 : 1990-2009
- Championnat de Turquie D4 : 1984-1990